# Herzkamp
Herzkamp ist ein Kirchdorf im Stadtteil Gennebreck der Stadt Sprockhövel im Ennepe-Ruhr-Kreis, Nordrhein-Westfalen.

## Lage und Beschreibung
Herzkamp liegt im südwestlichen Teil des Sprockhöveler Stadtgebiets nahe der Stadtgrenze zu Wuppertal im Süden und Westen und Hattingen im Norden. Um Herzkamp gruppieren sich mehrere Hofstellen und Wohnplätze wie Äckern, Sondern, Berge, Lehn, Ellershäuschen, Erlen, Mettberg, Einerfeld, Ochsenkamp, Kleiner Siepen, Großer Siepen und Sankt Moritz. Mit dem Ort zusammengewachsen sind Egen und Brink. Im Ort kreuzen sich die Landesstraßen L70 und L294. Östlich des Orts befindet sich ein großer Golfplatz.
Die geologische Muldenstruktur Herzkämper Mulde ist ebenso nach dem Ort benannt, wie mehrere Relikte des frühen Ruhrbergbaus im Nahbereich wie die Zeche Herzkamp, die Zeche Vereinigte Neu-Herzkamp, die Zeche Neu-Herzkamp oder der Herzkämper Erbstollen.
Im Ort selbst befand sich der südlichste Schacht des gesamten Ruhrbergbaus. Der Bergbauwanderweg Herzkämper-Mulde-Weg führt ausgehend von Herzkamp zu mehreren Stationen des frühen Kohlebergbaus, der im Bereich Herzkamp aufgrund der an die Oberfläche ausstreichenden Kohleflöze bereit in der frühen Neuzeit begann und ab Mitte des 16. Jahrhunderts urkundlich belegt ist.

## Etymologie und Geschichte
Der Ort erscheint verhältnismäßig spät namentlich in den Urkunden. Erst 1750 wird der Ort in einem Vertrag zwischen einer alteingesessenen Familie und der Gennebrecker Bauerschaft über den Wiederaufbau des baufälligen Schulhauses schriftlich erwähnt. Wie der Vertragsinhalt nahelegt, muss der Ort aber deutlich älter sein, da die Schule ja bereits zu dieser Zeit bestand.
Der Ortsname hat die Bedeutung Hirschfeld, was aus analog aus vergleichbaren Ortsnamen wie Herzfeld an der Lippe geschlossen werden kann, deren Etymologie bereits nachgewiesen ist. Das Appellativ -kamp ist unzweifelhaft eine Ableitung des lateinischen Worts campus (= Feld) und ist vielfach seit dem frühen Mittelalter belegt. Das Bestimmungswort leitet sich von and. hirot, hirut, mnd. herte, ahd. hiruz ab, das einen Hirsch bezeichnet. Auffällig ist die Namensgleichheit mit dem beinahe sich in Sichtweite befindlichen Wuppertaler Ortsteil Hatzfeld.
Bereits 1714 wurde im Ortsbereich ein Schacht des Bergwerks Stöckerdreckbank abgeteuft, der südlichste Förderschachts des gesamten Ruhrbergbaus. Der Schacht wurde zunächst 23 Meter seiger und dann dem Flöz folgend weitere 60 Meter tonnlägig angelegt. Zuletzt erreichte der Schacht eine Tiefe von 171 Metern und erhielt noch 1912 als Schacht Neu-Herzkamp ein neues Schachtgebäude.
1785 trennte sich die Herzkamper Gemeinde von der Schwelmer Mutterkirche und gründete auch auf Initiative von Johann Casper, einer der Hauptgewerken der ortsansässigen Zeche Sieper & Mühler Gruben, eine eigene Gemeinde für Herzkamp und Oberelfringhausen. Als Versammlungsort wurde zunächst das Schulhaus genutzt, das aber alsbald nicht genug Platz bot.
Herzkamp gehörte bis 1807 der Gennebrecker Bauerschaft innerhalb des Hochgerichts und der Rezeptur Schwelm des Amts Wetter in der Grafschaft Mark an. Von 1807 bis 1814 war Herzkamp aufgrund der napoleonischen Kommunalreformen im Großherzogtum Berg Teil der Landgemeinde Gennebreck innerhalb der neu gegründeten Mairie Hasslinghausen im Arrondissement Hagen.
Der Ort erscheint auf der Niemeyersche Karte, Ausgabe Spezialkarte des Bergwerkdistrikts des Distrikts Blankenstein, von 1788/89 als Ansammlung von rund einem Dutzend Gebäuden. Er ist auf der Preußischen Uraufnahme von 1840 und auf den Messtischblättern der TK25 ab der Preußischen Neuaufnahme 1892 durchgehend als Herzkamp verzeichnet.
1818 und 1822 lebten 92 Menschen im als Kirchdorf kategorisierten Ort, der nach dem Zusammenbruch der napoleonischen Administration und deren Ablösung der Bürgermeisterei Haßlinghausen (ab 1844 Amt Haßlinghausen) im Landkreis Hagen (ab 1897 Kreis Schwelm, ab 1929 Ennepe-Ruhr-Kreis) angehörte.
Herzkamp lag im 19. Jahrhundert an einem Kohlenweg zwischen Sprockhövel und Elberfeld, einer der drei Hauptkohlenwege, die vom Ruhrgebiet ins Wuppertal führten (heute die Straße Bruch).
Um 1830 wurde der durch den Ort führende Kohlenweg (heute Landesstraße L70) zu einer Chaussee ausgebaut. Zahlreiche Gaststätten boten Einkehr für die zahlreichen Fuhrleute auf ihren Weg von den Zechen zu den Abnehmern im Wuppertal an, darunter der 1785 errichtete Gasthof „Zur Alten Post“, der 2014 den Betrieb einstellte. Der Gasthof war zugleich bis 1865 Mautstation für das zu entrichtende Chausseegeld der Fuhrleute.
Der laut der Ortschafts- und Entfernungs-Tabelle des Regierungs-Bezirks Arnsberg 1839 als Kirchdorf und Schule kategorisierte Ort besaß zu dieser Zeit eine Kirche, zwei öffentliche Gebäude, 26 Wohnhäuser und fünf landwirtschaftliche Gebäude. Zu dieser Zeit lebten 226 Einwohner im Ort, davon fünf katholischer und 221 evangelischer Konfession.
1862 wurde die neugotische Evangelische Kirche Gennebreck fertiggestellt, die durch den Barmer Baumeister Christian Heyden errichtet wurde, der auch die benachbarte Haßlinghauser Kirche entwarf. Das Presbyterium musste vor dem Bau gegenüber der Zeche Sieper & Mühler Gruben vertraglich zusagen, auf zukünftige Ansprüche aufgrund etwaiger Bergschäden zu verzichten.
Im Ort wurde eine Bandweberei und 1876 eine Kornbrennerei mit Gastwirtschaft eröffnet. Die Bandweberei produzierte auf drei Bandwebstühlen bis in die 1970er Jahre, bis zu weitere 200 Webstühle standen in den Gennebreckern Wohnhäuser für die Heimarbeit. Die Brennerei stellte den Betrieb 1990 ein.
Die Gemeinde- und Gutbezirksstatistik der Provinz Westfalen führt 1871 den Ort als Dorf mit 36 Wohnhäusern und 305 Einwohnern auf, wobei vermutlich aufgrund der im Vergleich zu späteren Registern hohen Zahl an Gebäuden und Einwohnern benachbarte Wohnplätze mit hinzugezählt wurden. Das Gemeindelexikon für die Provinz Westfalen gibt 1885 dann auch für Herzkamp eine Zahl von 145 Einwohnern an, die in 20 Wohnhäusern lebten. 1895 besitzt der Ort 22 Wohnhäuser mit 150 Einwohnern und war Pfarrsitz des evangelischen Kirchspiels Herzkamp, 1905 zählt der Ort 22 Wohnhäuser und 167 Einwohner.
Vom Zweiten Weltkrieg blieb der Ort bis zu den Kämpfen des Ruhrkessels weitestgehend unberührt. Lediglich am 21. Mai 1944 fand ein Luftangriff mit einer Minenbombe statt, die fünf Häuser mittelschwer und 28 Häuser leicht beschädigte. Auf 1,25 Ha wurde ein Flurschaden verzeichnet und eine Telefonleitung zerstört. Aufgrund der vergleichsweise sicheren Lage bezog der Düsseldorfer Gauleiter Friedrich Karl Florian im Ort seinen Sitz.
Nachdem in den Wochen zuvor vereinzelt Tieffliegerangriffe und Artilleriefeuer verzeichnet wurden, geriet Herzkamp am 14. April 1945 durch die vorrückenden amerikanischen Einheiten unter massiven Beschuss, der auch die Herzkamper Kirche beschädigte. Bis zum 16. April wurde der Ort trotz Widerstands von Wehrmachteinheiten, darunter Fallschirmjäger, eingenommen. Zwei Tage zuvor wurden zwei bis heute unbekannte Wehrmachtsangehörige, die sich den Kämpfen entziehen wollten und versuchten sich abzusetzen, in einem Steinbruch im nahen Hilgenpütt erschossen. Ihre Leichen wurden nach Kriegsende geborgen und als „unbekannt“ auf dem Herzkamper Friedhof bestattet.
Am 1. Januar 1970 wurde das Amt Haßlinghausen aufgelöst und die amtsangehörige Landgemeinde Gennebreck mit Herzkamp in die Stadt Sprockhövel eingemeindet.

## Persönlichkeiten aus dem Ort
- Gustav Heuser, deutscher Komponist und Musikjournalist

- D. Otto Zänker, einziger evangelischer Bischof von Gesamtschlesien